# Östra Tärnören
Östra Tärnören är öar i Finland. De ligger i Skärgårdshavet och i kommunen Pargas i landskapet Egentliga Finland, i den sydvästra delen av landet. Öarna ligger omkring 65 kilometer väster om Åbo och omkring 210 kilometer väster om Helsingfors.
Arean för den av öarna koordinaterna pekar på är 3,4 hektar och dess största längd är 260 meter i sydöst-nordvästlig riktning. Närmaste större samhälle är Houtskär, 10,9 km öster om Östra Tärnören.